# Градец (Врапчиште)
Градец (мкд. Градец) је насеље у Северној Македонији, у северозападном делу државе. Градец припада општини Врапчиште.

## Географија
Насеље Градец је смештено у северозападном делу Северне Македоније. Од најближег већег града, Гостивара 13 km северно.
Градец се налази у горњем делу историјске области Полог. Насеље је положено на западном ободу Полошког поља. Источно од насеља пружа се поље, а западно се издиже Шар-планина. Надморска висина насеља је приближно 540 метара.
Клима у насељу је умерено континентална. 

## Становништво
Градец је према последњем попису из 2002. године имао 4.555 становника.
Претежно становништво у насељу су Албанци (99%).
Већинска вероисповест је ислам.